# Faye Adams
Faye Adams (* 22. Mai 1923 in Newark, New Jersey als Fanny Tuell; † vermutlich 2. November 2016) ist eine US-amerikanische Sängerin, die in den 1950er Jahren mit Rhythm-and-Blues-Musik erfolgreich war. Alan Freed nannte sie „the little gal with the big voice“.

## Biografie
Die Tochter eines Gospelsängers trat bereits als Kind mit ihren Schwestern als Gospelgruppe auf. Ende der 1940er und Anfang der 1950er Jahre trat sie nach ihrer Heirat als Faye Scruggs in Clubs in New York auf.
Bei einem Auftritt in Atlanta wurde sie von Ruth Brown entdeckt, die sie dem Atlantic-Chef Herb Abramson empfahl. Abramson vermittelte sie an seinen Bandleader Joe Morris, mit dem sie ab 1952 als Sängerin unter dem Künstlernamen Faye Adams auftrat. Ihre Aufnahme Shake a Hand war 1953 mehrere Wochen lang auf der Spitzenposition der R&B-Charts und erreichte Platz 22 der Pop-Charts.
1954 hatte Faye Adams mit I’ll Be True und It Hurts Me to My Heart zwei weitere Hits auf Platz 1. Sie verließ die Band von Morris, um solo zu arbeiten, und trat als „Atomic Adams“ auf. 1955 war sie in dem Film Rhythm & Blues Revue zu sehen.
Obwohl sie weiterhin bei kleineren Labels veröffentlichte, konnte sie nicht mehr an den früheren Erfolg anknüpfen. Mitte der 1960er Jahre zog sie sich aus dem Musikgeschäft zurück und widmete sich der Gospelmusik. 1975 machte sie noch einige Gospel-Aufnahmen für Savoy Records. 1998 wurde sie mit dem Pioneer Award der Rhythm and Blues Foundation ausgezeichnet und äußerte sich dazu in einem Artikel der New York Daily News.
Der Familienname ihres letzten Ehemanns war Jones. Der Musikhistoriker Marv Goldberg fand einen Hinweis, dass Fannie Jones, geboren am 22. Mai 1923, am 2. November 2016 mit 93 Jahren starb. Es ist jedoch noch unbelegt, dass diese Fannie Jones identisch ist mit Faye Adams.

## Diskografie
Singles
- 1953: Sweet Talk / Watch Out, I Told You
- 1953: Shake a Hand / I’ve Gotta Leave You
- 1953: I’ll Be True / Happiness to My Soul
- 1954: Every Day / Say a Prayer
- 1954: Somebody, Somewhere, Someday / Crazy Mixed-Up World
- 1954: It Hurts Me to My Heart / Ain’t Gonna Tell
- 1954: Ain’t Nothin’ to Play With / I Owe My Heart to You
- 1955: Anything for a Friend / Your Love Has My Heart Burning
- 1955: You Ain’t Been True / My Greatest Desire
- 1955: No Way Out / Same Old Me
- 1956: Teen-Age Heart / Witness to the Crime
- 1956: Takin’ You Back / Don’t Forget to Smile
- 1956: Anytime, Any Place, Anywhere / The Hammer Keeps Knockin’
- 1957: Keeper of My Heart / So Much
- 1957: Johnny Lee / You’re Crazy
- 1957: I Have a Twinkle in My Eye / Someone Like You
- 1958: When We Kiss / Everything
- 1958: Shake a Hand / I’ll Be True